# Cyperus subaequalis
Cyperus subaequalis är en halvgräsart som beskrevs av John Gilbert Baker. Cyperus subaequalis ingår i släktet papyrusar, och familjen halvgräs.
Artens utbredningsområde är Madagaskar. Inga underarter finns listade i Catalogue of Life.